# 진 브루스 스콧
진 브루스 스콧(Jean Bruce Scott, 1956년 2월 25일 ~ )는 미국의 배우이다.

## 출연 작품
- 에어울프
- 에어울프 시리즈 - 케이틀린 오섀네시 역